# 6622 Matvienko
6622 Matvienko este un asteroid din centura principală de asteroizi.

## Descriere
6622 Matvienko este un asteroid din centura principală de asteroizi. A fost descoperit pe 5 septembrie 1978 la Observatorul de Astrofizică din Crimeea de Nikolai Cernîh. El prezintă o orbită caracterizată de o semiaxă mare de 3,24 ua, o excentricitate de 0,23 și o înclinație de 1,8° în raport cu ecliptica.